# قرار مجلس الأمن التابع للأمم المتحدة رقم 1597
قرار مجلس الأمن التابع للأمم المتحدة رقم 1597، المتخذ بالإجماع في 20 نيسان / أبريل 2005، بعد التذكير بالقرارات 827 (1993)، 1166 (1998)، 1329 (2003)، 1411 (2002)، 1431 (2002)، 1481 (2003)، 1503 (2003) و1534 (2004)، عدل المجلس النظام الأساسي للمحكمة الجنائية الدولية ليوغوسلافيا السابقة للسماح بإعادة انتخاب القضاة المؤقتين.
وقد تلقى مجلس الأمن قائمة جديدة بالمرشحين لمناصب قضاة مؤقتين في المحكمة الجنائية الدولية ليوغوسلافيا السابقة، وتم تمديد الموعد النهائي لتقديم الترشيحات حتى 31 آذار / مارس 2005، مع طلب الأمين العام تمديدًا آخر. وكان من الممكن إعادة انتخاب 27 قاضيا انتخبتهم الجمعية العامة تنتهي ولايتهم في 11 حزيران / يونيو 2005، وتم تعديل النظام الأساسي وفقا للفصل السابع من ميثاق الأمم المتحدة.

## روابط خارجية
- نص القرار في undocs.org